# Mjerne jedinice ionizirajućeg zračenja
Mjerne jedinice ionizirajućeg zračenja su standardne mjerne jedinice za mjerenje ionizirajućeg zračenja, ukljućujući mjerne jedinice za aktivnost radioaktivnog uzorka, kao i doze ionizirajućeg zračenja koje ozrači neku materiju, pogotovo ljude. Trenutno su važeće SI mjerne jedinice zamijenile neke starije mjerne jedinice.

## Aktivnost radioaktivnog uzorka
Kada govorimo o aktivnosti radioaktivnog uzorka ili onda obično mislimo na ukupnu radioaktivnost, a ona je izražena brojem raspada atomske jezgre u jedinici vremena.
SI mjerna jedinica: 	1 bekerel (Bq) = 1 raspad u sekundi
Mjerna jedinica izvan SI (starija):      1 kiri (Ci) = 3,7 1010 raspada u sekundi
Pretvaranje:  		1 Ci = 3,7 1010 Bq

## Ekspozicija
Ekspozicija je zbroj električnih naboja svih iona istog naboja stvorenih u jedinici mase tvari pri prolasku rendgenskih ili gama zraka. Kratica za ekspoziciju je X. 
Jedinica ekspozicije izvan SI sustava je rendgen (R); 1C/kg = 3867 R.
Pretvaranje: 1 rendgen (R) = 258 mikrokulona po kilogramu (µC/kg)
ili		1C/kg = 3867 R

## Apsorbirana doza
Apsorbirana doza (skraćeno doza; D) je količina energije ionizirajućeg zračenja koju apsorbira tvar na koju zračenje djeluje.
SI mjerna jedinica:	1 grej (Gy) = 1 J/kg; 1 grej (Gy) predstavlja 1 J (džul) energije koju je ionizirajuće zračenje predalo 1 kilogramu (kg) tvari.
Mjerna jedinica izvan SI (starija): 1 rad = 0,01 Gy; prije uvođenja SI jedinica, jedinica za apsorbiranu dozu bila rad (engl. Radiation Absorbed Dose).
Pretvaranje:	1 Gy = 100 rad ili 1 rad = 0,01 Gy

## Ekvivalentna doza
Kako apsorbirana doza, u različitim uvjetima, ne izražava dovoljno precizno težinu štetnih učinaka zračenja na organizam, uveden je pojam ekvivalentne doze (ekvivalentan - jednakomjeran, istog značaja). Ekvivalentna doza ili dozni ekvivalent (H, eng. RBE – Relative Biological Effectiveness) je jednaka umnošku apsorbirane doze (D), faktora kvaliteta (Q), i proizvoda ostalih čimbenika (N). 
Jedinica za ekvivalentnu dozu je Sv (sivert, Sv = J/kg).
Dakle:
H = D x Q x N
gdje je: H - ekvivalentna doza ili dozni ekvivalent u Sv (sivert; Sv = J/kg), D - apsorbirana doza Gy (grej; Gy = J/kg), Q - faktor kvalitete je faktor kojim trebamo pomnožiti apsorbiranu dozu (D) kako bi saznali kolika je šteta nanesena ozračenim jedinkama bilo kojom vrstom ionizirajućeg zračenja. Q ovisi o linearnom prijenosu energije (LPE) pojedinih vrsta zraka, N - proizvod svih ostalih modifikacijskih čimbenika, za sada se uzima N = 1. Vrijednosti Q iznose:
- rendgensko zračenje, gama zračenje ili beta-čestice:	Q = 1
- alfa-čestice:	Q = 20
- neutroni nepoznate energije: Q = 10 (ako znamo energiju neutron, za više detalja vrijednosti Q treba pogledati u dokumentu 10 CFR 20.1004).

SI mjerna jedinica: 1 sivert (Sv) = 1 J/kg; 1 sivert predstavlja umnožak grej x Q
Mjerna jedinica izvan SI (starija):	1 rem je umnožak rad x Q, a sto puta je manja jedinica od Sv.
Pretvaranje:	1 Sv = 100 rem ili 1 rem = 0,01 Sv

### Efektivna ekvivalentna doza
Efektivna ekvivalentna doza ili EED (H = Σ Wt Ht) se odnosi za pojedina tkiva. Ht je srednja ekvivalentna doza u tkivu t. Svatko tkivo ima svoju ekvivalentnu dozu. Wt je težinski faktor, odnosno faktor rizika za tkivo t. Wt predstavlja udio štetnosti stohastičkih učinaka koja se razvija u tkivu t, a u odnosu na cijeli organizam.
Zračenje uz odmah vidljive učinke izaziva i kasne učinke koji se mogu iskazati i više godina nakon prestanka zračenja. To su stohastički učinci (eng. stochastic – koji se ne može predvidjeti) - kasne promjene nastale kao posljedica zračenja; karcinomi, leukemije, genetske promjene. Pri tome se ne radi o velikim dozama zračenja koje mogu izazvati vidljiva oštećenja, već o malim dozama.
Kada je ozračeno cijelo tijelo onda je rizik (štetnost) od stohastičkih učinaka 1 (100%). Faktor rizika – težinski faktor za pojedine dijelove tijela (ICRP 1977.):
- cijelo tijelo: Wt =1
- jajnik, testis: Wt = 0,25 (25%)
- koštana srž: Wt = 0,12 (12%)
- površina kostiju: Wt = 0,03 (3%)
- štitna žlijezda: Wt = 0,03 (3%)
- prsni koš: Wt = 0,15 (15%)
- pluća: Wt = 0,12 (12%)
- ostala tkiva: Wt = 0,30 (30%)

Na primjer ako cijelo tijelo (sva tkiva) budu kontaminirana zračenjem intenziteta 1 Sv, rizik od stohastičkih učinaka će biti 1 (100%). A, ako se čovjek pijući mlijeko kontaminirao s jodom-131 i ako je samo štitna žlijezda primila ekvivalentnu dozu od 1 Sv, šteta (opasnost od štete) će biti takva kao da je cijeli organizam primio dozu od 0,03 Sv. Tu smo dozu dobili tako da dozu kontaminacije štitnjače pomnožimo s težinskim faktorom Wt.
Za svaki organizam je potrebno izračunati ekvivalentnu dozu. Ekvivalentna doza potpunije pokazuje kolika je stvarna opasnost od šteta koje zračenje izaziva (ekvivalentna doza = doza zračenja x faktor kvalitete zračenja). Ekvivalentna doza se odnosi samo na vanjsko zračenje. ICRP (engl. International Commission for Radioactivity Protection) preporuke za granice ekvivalentnih doza na godinu:
- profesionalno ozračenje: 50 mSv
- ozračenje pojedinca: 5 mSv
- ozračenje stanovništva: 1 mSv

Efektivna ekvivalentna doza je veća jer se radionuklidi unose u organizam hranom, vodom, zrakom i ugrađuju se u tijelo. Neki radionuklidi se ugrade u kosti, neki u pluća; svaki dio tijela je ozračen, ali ne jednako. Postoji pravilnik o zaštiti od ionizacijskog zračenja koji je donijela ICRP.